# Рошкевич Михайлина Михайлівна
Михайли́на-Марія Миха́йлівна Рошке́вич (у шлюбі — Іванець; 1859, с. Угорники, нині підпорядковано Івано-Франківській міській раді — 1957, Чехословаччина) — українська фольклористка, мемуаристка. Одна з перших письменниць у Галичині, яку Іван Франко й Михайло Павлик називали «великим талантом» . Авторка двох оповідань у «Першому вінку».

## Життєпис
Донька пароха УГКЦ Михайла Рошкевича, що народився 1830 року в селі Угорники за чотири кілометри від теперішнього Івано-Франківська. Там же працював священником і дід Михайлини Яків Рошкевич. 1856 року батько закінчив Львівську духовну семінарію, одружився з Марією Руденською, висвятився і став працювати «помічним священником» у батька. Там 11 лютого 1857 року народилася Ольга Рошкевич (перше кохання Івана Франка). Наступного року народився син Ярослав, а 1859 року — Михайлина. Її назвали подвійним іменем — Михайлина-Марія, бо батьки вірили, що, назвавши доньку своїми іменами, не матимуть більше дітей. Правда, згодом народився син Богдан. Він помер, коли йому виповнилось 12 років.
Від 1864 року Михайлина жила в селі Лолин (нині Долинського району Івано-Франківської області), куди отримав призначення на парафію батько.
Михайлина Рошкевич — авторка спогадів про перебування Івана Франка в Лолині.
Народні пісні, зібрані Михайлиною Рошкевич, Франко використав у дослідженні «Жіноча недоля в руських піснях народних» (1883). А записана Михайлиною Рошкевич від жительки Лолина Явдохи Чігур пісня про шандаря стала поштовхом для написання Франком драми «Украдене щастя».
Михайлина Рошкевич також робила замальовки із життя в Лолині. Одержавши матеріал від Михайлини (Міні) Рошкевич, Франко писав:
| «…Шкіц панни Міні дуже тут усім подобався і швидко буде надрукований із похвальною заміткою. Павлик посилає їй письмо від себе, — а я замічу тільки, що в неї видно, коли ще не талант письменницький, то принаймні величезну силу обсервації, яка для всякого писателя повістей перша і найважніша річ. Як би панна Міня (чого від серця бажаю) взялася писати більше подібних шкіців, а при тім читала другі взірцеві повісті (Золя, Толстого, Решетнікова, Нечуя), то з неї могла б виробитися дуже реальна й хороша письменниця». |
Незважаючи на протести авторки, її матеріал «Кума з кумою» був опублікований в «Молоті» як «дуже цікавий образок з життя жінок у Лолині» з прихильною оцінкою від видавництва, яке побажало, щоб «молода авторка не покидала й надалі подібної праці».
1877 року в жіночому альманасі «Перший вінок», що вийшов у Львові, Михайлина Рошкевич надрукувала два оповідання з народного життя: «Таку вже Бог долю судив» і «Теща»
Після смерті батька 1886 року сім'я виїхала з Лолина: мусила звільнити плебанію, бо туди вселявся новий настоятель церкви Святого Миколая. Михайлину на чотири роки, поки не вступила в шлюб, прихистила в Болехові письменниця Наталя Кобринська.
Михайлина Рошкевич одружилася зі священником Йосипом Іванцем. Вона часто навідувала Франка, зокрема й тоді, коли він був невиліковно хворий.
Михайлина-Марія Рошкевич дожила до 98 років у Чехословаччині, куди переїхала до наймолодшого сина Романа. 
Мати українського художника Івана Іванця.